# École française d’Athènes

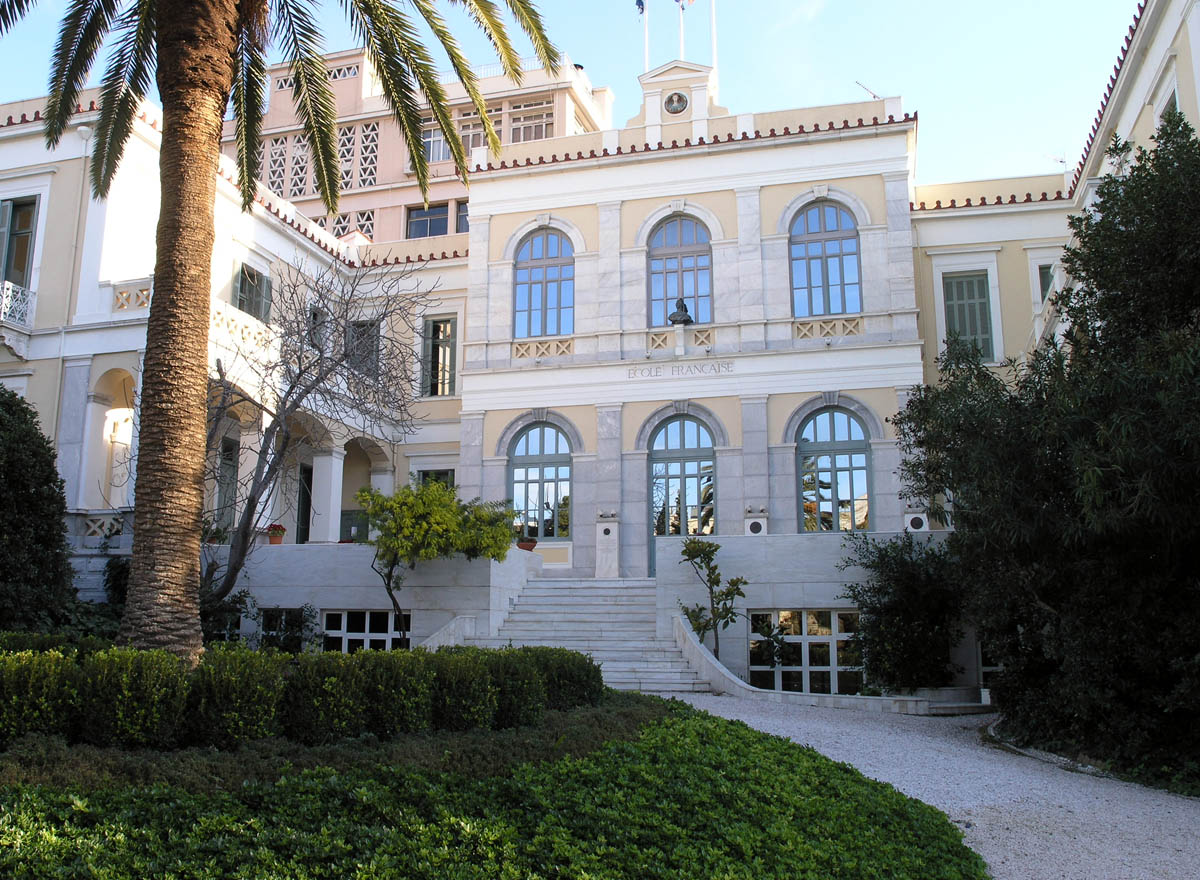
École française d’Athènes

École française d’Athènes – francuska szkoła archeologiczna mieszcząca się w Atenach przy ulicy Didou 6. Powołana do życia dekretem króla Francuzów Ludwika Filipa I z 11 września 1846 roku.
Szkoła powstała jako efekt XIX-wiecznego filhellenizmu i zainteresowania Francji ekspansją na Wschód. Prowadzi badania obejmujące całość kultury materialnej w Grecji od III tysiąclecia p.n.e. (Malia) do XV wieku (Mistra). Prace wykopaliskowe prowadzi na terenie Grecji kontynentalnej i wysp oraz Azji Mniejszej. Dekretem z dnia 26 września otrzymała status établissement public à caractère scientifique, culturel et professionnel. Od roku 2011 dyrektorem szkoły jest Alexandre Farnoux.

## Badania

### Delfy
Wykopaliska prowadzone w Delfach w latach 1800–1903 stały się fundamentem wiedzy o delfickiej świątyni Apollina i jej okręgu kultowym. Do bezcennych zabytków kultury odkrytych w Delfach przez archeologów francuskich należą Skarbiec Syfnijczyków, Skarbiec Ateńczyków, teatr, stadion, buleuterion, palestra i świątynia Apollina. Odkryto także ok. 700 inskrypcji o znacznej wartości dla historii starożytnej na murze poligonalnym świątyni. Szczupłą wiedzę o muzyce greckiej znacznie wzbogaciło odkrycie pochodzących ze 138 i 128 r. p.n.e. hymnów na cześć Apollina.

### Ptoion
Prace wykopaliskowe w beockim Ptoionie były prowadzone w latach 1884–1907. W tamtejszym sanktuarium Apollina odkryto 34 marmurowe posągi kurosów (Apollinów archaicznych).

### Gla
Prowadzone w 1893 roku badania na dawnej wyspie Gla wyschniętego beockiego jeziora Kopais są ważnym źródłem wiedzy o architekturze militarnej kultur przedgreckich. Odkryte tam pochodzące z XIII w. p.n.e. fortyfikacje przypisywane są kulturze Miniów.

### Delos
Podobnie jak wykopaliska w Delfach, wykopaliska na Delos należą do najważniejszych badań archeologicznych w historii. Prace prowadzono w latach 1903–1914. Do najistotniejszych znalezisk należą dzieła sztuki, z których najcenniejsze to posąg wotywny Nikandry, Nike Achermosa i wczesnorzymska kopia Diadumenosa Polikleta o dużej wartości artystycznej. Datowane zabytki sztuki, np. reliefy Emiliusa Paulusa, stanowią ważne narzędzie badawcze służące klasyfikacji i poznaniu dzieł niedatowanych.
Wielkie znaczenie wykopalisk na Delos polega na tym, że dały one obraz hellenistycznego miasta Delos i drugiej po Delfach świątyni Apollina. Stan zachowania Delos jest dobry – odkryto ulice, domy, sklepy, freski, mozaiki, budynki publiczne, sprzęt domowy oraz setki inskrypcji.

### Malia
Wykopaliska w Malii prowadzone przez Francuzów od 1922 roku doprowadziły do odkrycia ważnych zabytków cywilizacji minojskiej. Do najważniejszych należy odkrycie mniejszego niż w Knossos "pałacu". W Malii odkryto także oryginalny zespół urbanistyczny koncentrujący się wokół pałacu, z ciekawym rozplanowaniem i systemem kanalizacyjnym.

### Inne wykopaliska
Badania w Tegei przyniosły odkrycie oryginalnych dzieł Skopasa. Duże znaczenie miały także badania na wyspie Thasos, w Mantinei i w Gortynie, gdzie w 1941 odkryto podobny do zespołu w Epidauros zespół kultowy Asklepiosa. W Mirynie odkryto wiele figurek terakotowych o wartości artystycznej zbliżonej do figurek z Tangary.
W macedońskim Filippi francuscy archeolodzy odnaleźli bizantyjskie bazyliki z V i VI w. – odkrycie to znacznie poszerzyło wiedzę o architekturze wczesnobizantyjskiej. Archeolodzy z École française odkopali, częściowo zakonserwowali i opracowali naukowo tzw. „średniowieczne Pompeje”, jak określa się ruiny zamku i miasta Mistra w górach Tajget.

## Dawni wychowankowie
- Edmond About (1851)
- Victor Bérard (1887)
- Alexandre Bertrand (1849)
- Georges Daux (1920)
- Michel Debidour (1972)
- Gaston Deschamps (1885)
- Charles Dugas (1908)
- Pierre Demargne (1926)
- Charles Diehl (1883)
- Jean-Yves Empereur (1978)

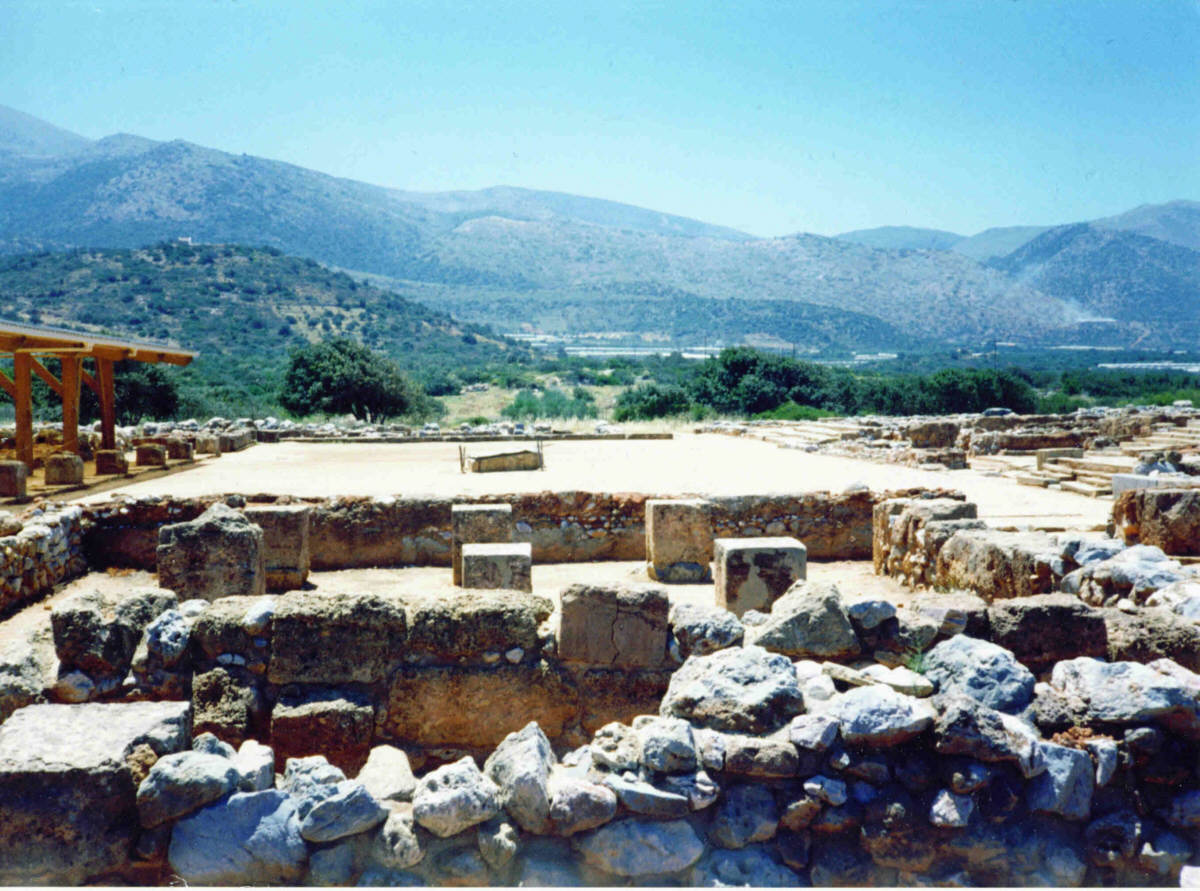
Malia

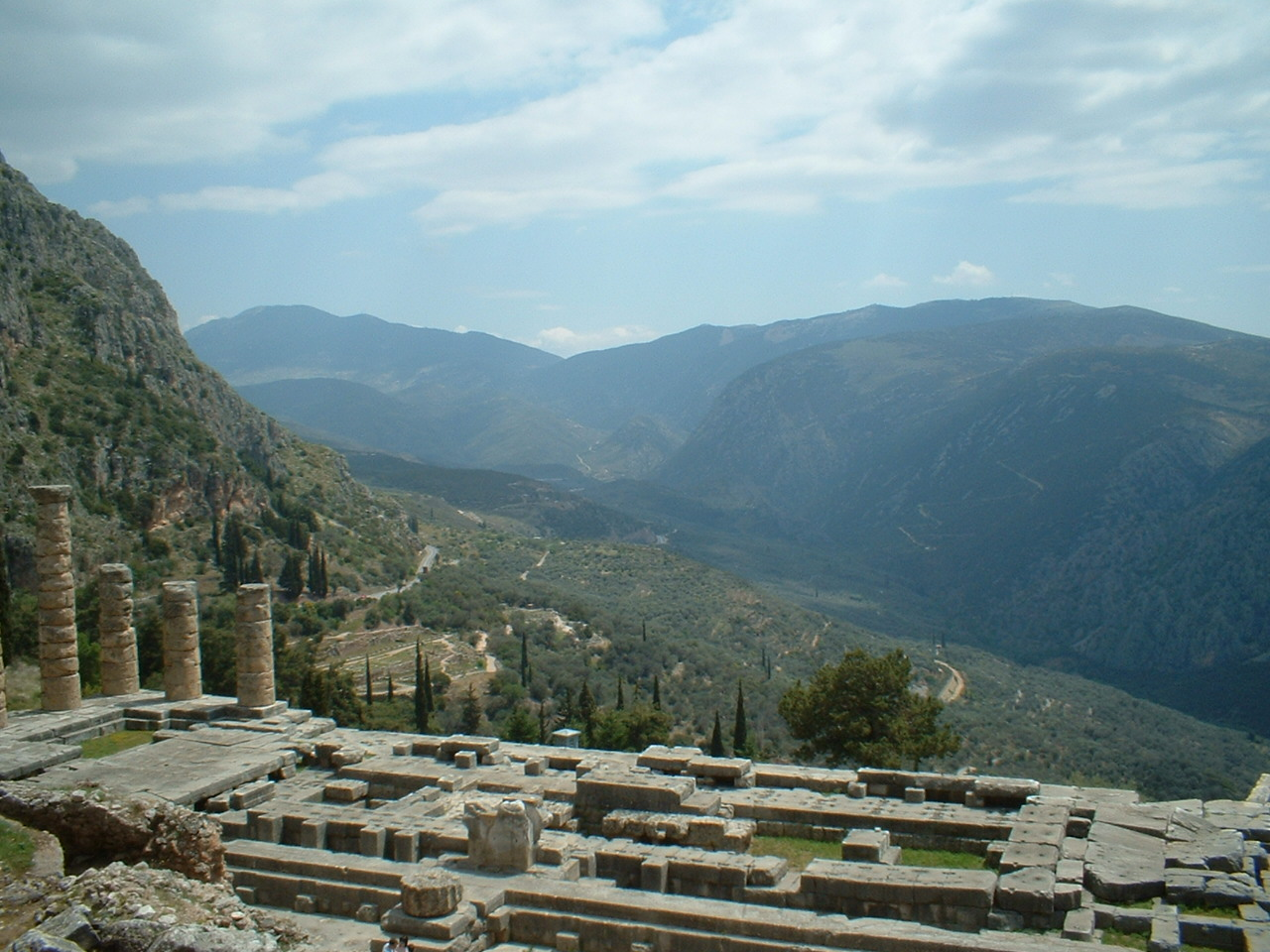
Delfy

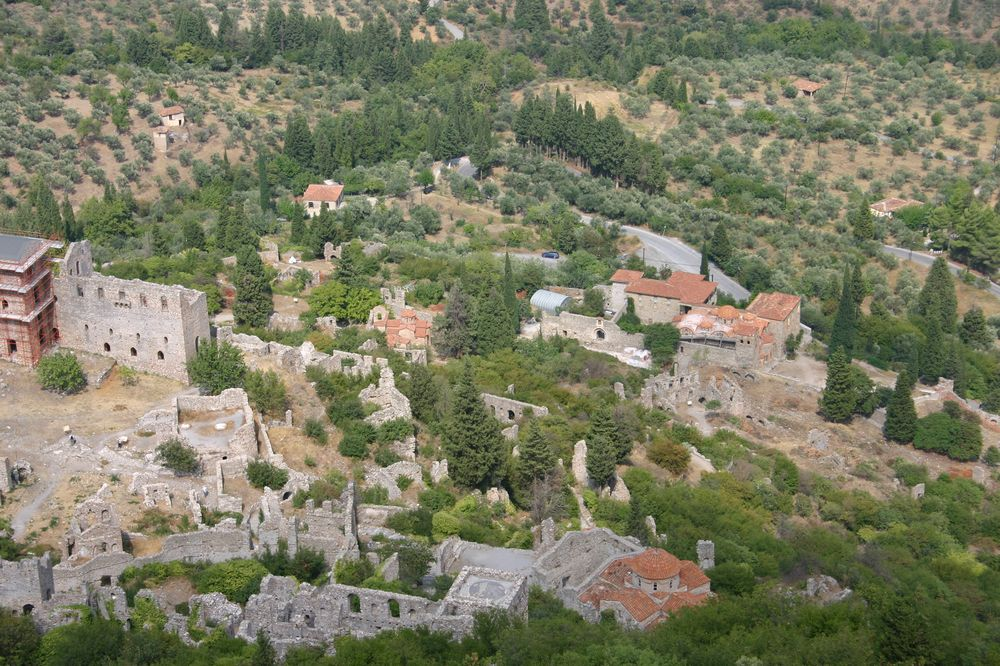
Mistra

- Numa Denis Fustel de Coulanges (1853)
- Léon Heuzey (1854)
- Paul Jamot (1887)
- Paul Lemerle (1931)
- Pierre Lévêque (1947)
- Edmond Lévy (1963)
- Jean Marcadé (1946)
- Roland Martin (1938)
- Kazimierz Michałowski (1926)
- Alain Pasquier (1971)
- Jean Pouilloux (1945)
- Salomon Reinach (1879)
- Othon Riemann (1874)
- Louis Robert (1927)
- Paul Vidal de la Blache (1867)
- Ernest Will (1935)